# (34066) 2000 OS52
2000 OS52 (asteroide 34066) é um asteroide da cintura principal. Possui uma excentricidade de 0.13262520 e uma inclinação de 2.39909º.
Este asteroide foi descoberto no dia 31 de julho de 2000 por LINEAR em Socorro.